# Ernst Flückiger
Ernst Flückiger (ur. 1896, zm. 1973) – szwajcarski strzelec, wielokrotny mistrz świata.
Był związany z gminą Lützelflüh, a także zawodnikiem klubu Revolver Club Sumiswald. Wielokrotny mistrz kantonu i Szwajcarii w strzelaniu z pistoletu.
Na przestrzeni lat 1930–1947, Ernst Flückiger zdobył 7 medali na mistrzostwach świata, w tym 6 złotych i 1 brązowy. Wszystkie tytuły wywalczył w pistolecie dowolnym z 50 m drużynowo. Na mistrzostwach świata startował jeszcze w 1949 i 1952 roku, jednak bez zdobyczy medalowych.

## Medale mistrzostw świata
Opracowano na podstawie materiałów źródłowych:
| Mistrzostwa    | Konkurencja                       | Wynik                             | Miejsce |
| -------------- | --------------------------------- | --------------------------------- | ------- |
| Antwerpia 1930 | Pistolet dowolny, 50 m, drużynowo | 2649 pkt. (druż.) 525 pkt. (ind.) |         |
| Lwów 1931      | Pistolet dowolny, 50 m, drużynowo | 2608 pkt. (druż.)                 |         |
| Grenada 1933   | Pistolet dowolny, 50 m, drużynowo | 2587 pkt. (druż.)                 |         |
| Rzym 1935      | Pistolet dowolny, 50 m, drużynowo | 2634 pkt. (druż.)                 |         |
| Helsinki 1937  | Pistolet dowolny, 50 m, drużynowo | 2650 pkt. (druż.)                 |         |
| Lucerna 1939   | Pistolet dowolny, 50 m, drużynowo | 2675 pkt. (druż.)                 |         |
| Sztokholm 1947 | Pistolet dowolny, 50 m, drużynowo | 2631 pkt. (druż.)                 |         |